# هیتوشی ایگاراشی
هیتوشی ایگاراشی (五十嵐 一، Igarashi Hitoshi)، (زاده ۱۹۴۷ - درگذشته ۱۱ ژوئیه ۱۹۹۱)، پژوهشگر ادبیات فارسی و عربی و تاریخ ایران و برگرداننده کتاب آیات شیطانی اثر سلمان رشدی به ژاپنی بود.

## زندگی
او در سال ۱۹۷۶ دکترای خود را در هنر اسلامی از دانشگاه توکیو دریافت کرد و تا سال ۱۹۷۹ به عنوان پژوهشگر در آکادمی سلطنتی ایران مشغول به کار بود. او استادیار فرهنگ اسلامی دانشگاه تسوکوبا بود. از ترجمه‌های او می‌توان به کتاب قانون نوشته ابن سینا و آیات شیطانی سلمان رشدی اشاره کرد.

## مرگ
مقاله اصلی: مرگ هیتوشی ایگاراشی (در ویکی‌پدیای ژاپنی)
پس از فتوای روح‌الله خمینی مبنی بر کشتن نویسنده آیات شیطانی و تمام کسانی که در نشر آن کمک کرده‌اند و از محتوای آن آگاه بوده‌اند، هیتوشی ایگاراشی با ضربه‌های متعدد به صورت و بازوانش بدست اشخاصی ناشناس کشته شد. جسد او را در ۱۲ ژوئیه ۱۹۹۱ در دفتر کارش در دانشگاه تسوکوبا در استان ایباراکی یافتند.